# Canon EOS 50D
Canon EOS 50D je 15,1 megapixelová digitální zrcadlovka (dále DSLR) oznámená společností Canon 26. srpna 2008. Canon 50D patří stejně jako jeho předchůdce Canon EOS 40D mezi střední třídu DSLR určených zkušeným amatérům nebo profesionálním fotografům. 

## Základní specifikace
- 15.1 megapixelový CMOS senzor
- obrazový procesor DIGIC 4
- třípalcový displej (7,5 cm) s rozlišením 920000 bodů
- fotografování s živým náhledem
- automatické ostření s devíti body (všechny body křížového typu)
- zabudovaný systém EOS pro čištění snímače
- snímání rychlostí až 6,3 snímku za sekundu
- fotografování s objektivy systému Canon EF nebo EF-S
- tělo z hořčíkové slitiny
- kompatibilní s objektivy Canon EF/EF-S a blesky Speedlite řady EX
- video výstup – HDMI/PAL/NTSC